# KW-13
KW-13 – radziecki eksperymentalny czołg średni z okresu II wojny światowej.

## Historia
Na początku 1941 roku ruszyły prace nad nowym czołgiem średnim. Czołg był projektowany jako czołg uniwersalny mający zastąpić w armii T-34 oraz czołgi serii KW. Pierwszy prototyp zbudowano wiosną 1942 roku i poddano eksperymentom, podczas których został zniszczony w próbach ogniowych. Okazało się, że pojazd jest nieodporny na ogień przeciwnika, jak też ma niską wytrzymałość modułów. Co więcej, pojazd potrzebował lepszego pancerza i nowej wieży mieszczącej trzech członków załogi. Chociaż spełniono te wymagania i w grudniu 1942 roku rozpoczęto konstrukcję dwóch usprawnionych prototypów, to projekt czołgu średniego KW-13 zarzucono na korzyść T-34. Dwa powstałe prototypy wykorzystano później w projekcie produkowanego seryjnie czołgu ciężkiego IS-1 rozwiniętego w 1943 roku. Czołg nie brał udziału w walkach.